# Maria Bagrationi
Maria de Alânia (nascida Marta; em georgiano:  მართა), dita Bagrationi (da Dinastia Bagrationi), foi a imperatriz bizantina entre 1071 e 1081, esposa de Miguel VII Ducas e, depois, de Nicéforo III Botaniates. Quando se casou, a georgiana Maria era uma das duas únicas princesas não-bizantinas a terem se casado com um herdeiro bizantino - a outra era Berta (Eudócia) da Itália - e a única a dar à luz um herdeiro, embora ele não tenha conseguido suceder ao pai. Deve ser lembrado, contudo, que Teodora da Cazária se casou com Justiniano II (r. 685-695; 705-711), mas ele já não era mais o herdeiro na época do casamento, e que ela deu à luz um herdeiro (Tibério), mas ele não sucedeu ao pai. Sua ascensão ao trono imperial do Império Bizantino foi considerado um importante sucesso para um reino recém-unificado como o da Geórgia, que só conseguiria ter alguma influência regional durante o reinado do sobrinho de Marta/Maria, o rei David IV (r. 1089–1125), que se recusou a ter um título bizantino.

## Primeiros anos e ascensão ao trono
Sendo filha de Pancrácio IV (r. 1027–1072), um monarca georgiano, Marta estava na linha de sucessão ao trono de seu país, logo atrás de seu irmão, o futuro Jorge II (r. 1072–1089). Com a tenra idade de 5 anos, ela foi enviada a Constantinopla para aprimorar sua educação na corte bizantina sob a proteção da imperatriz Teodora em 1056, mas ela morreu no final do mesmo ano e Marta retornou para casa. Em 1065, ela se casou com o futuro imperador Miguel VII Ducas (r. 1071–1078), um filho de Constantino X Ducas, e se tornou imperatriz quando Miguel ascendeu ao trono em 1071. O casamento deles seria uma novidade, pois os membros da família imperial bizantina geralmente só se casavam com gregos e, entre os poucos casos de gregos se casando com "bárbaros" não-gregos, estava o casamento de Romano II (r. 959–963) com Berta da Itália e de Justiniano II se casando com Teodora da Cazária.
Este período do casamento de Maria foi manchado pelos fracassos militares de Miguel na Anatólia contra os turcos seljúcidas e também pela desvalorização da moeda, o que provocou uma crescente insatisfação que culminou num golpe em 1078 que derrubou o imperador e colocou Nicéforo III Botaniates (r. 1078–1081) em seu lugar. Miguel foi tonsurado e se tornou um monge no Mosteiro de Estúdio, enquanto que Maria foi trancafiada no Mosteiro de Pétrio com o filho, Constantino Ducas (r. 1074-1078; 1081-1088), mas sem se tornar freira, o que provavelmente indica que ela já tinha planos de retornar à corte imperial.

## Segundo casamento
A esposa do novo imperador morreu logo depois de sua ascensão e ele anunciou sua intenção de se casar novamente, o que iniciou uma feroz disputa entre todas as garotas solteiras de Constantinopla, um furor que tomou até Maria, sua antiga sogra Eudócia Macrembolitissa e a filha dela, Zoe Ducena. Nicéforo estava inclinado a se casar com Eudócia, mas Maria recebeu um forte apoio de seus parentes entre os Ducas, que convenceram Nicéforo a selecioná-la por sua beleza e pelas vantagens de ter uma esposa estrangeira sem parentes locais para interferir no governo. Além disso, com esta escolha, Nicéforo conseguiu pacificar os que ainda eram leais ao deposto Miguel Ducas.
Como o primeiro marido de Maria, Miguel, ainda estava vivo, mesmo sendo um monge, seu casamento com o novo imperador foi considerado adultério pela Igreja Ortodoxa e um dos aliados mais proeminentes de Maria, João Ducas, teve que demover um sacerdote que se recusara a realizar a cerimônia, substituindo-o por outro que concordou em casá-los em 1078. Como parte do acordo de casamento, Maria recebeu a promessa de que o filho dela seria nomeado herdeiro do império, mas Nicéforo se negaria a cumpri-la no futuro. Apesar disso, durante o reinado dele, Maria foi tratada como uma igual e recebeu imensas quantidades de terras e propriedades, com Nicéforo chegando a ponto de dar ao irmão dela, Jorge II (r. 1072–1089), um título de césar para reconhecer seus laços próximos com a família imperial.

## Maria e o segundo golpe
De acordo com a princesa e historiadora Ana Comnena, filha do imperador Aleixo I Comneno (r. 1081–1118) que estava sob os cuidados de Maria, apesar de toda a influência que imperatriz tinha na corte, ela continuava insatisfeita com a recusa de Nicéforo em nomear o filho dela, Constantino, como herdeiro: "[Nicéforo] asseguraria sua própria segurança até o fim... a imperatriz, adicionalmente, teria confiado mais nele; ela teria sido mais leal. O velho não percebeu a injustiça e a inconveniência de seus planos, sem saber que estava assim trazendo o mal sobre sua própria cabeça".. A imperatriz se tornou uma parte importante da conspiração organizada pelo general Aleixo Comneno, que, diziam os boatos, era amante da imperatriz. Aleixo forçou Nicéforo a abdicar ao trono e se fez coroar em 1081. Ele também proclamou Constantino herdeiro do trono e, posteriormente, deu-lhe a mão de sua filha, Ana Comnena, em casamento. Esta situação mudou drasticamente quando Aleixo teve um filho, o futuro imperador João II Comneno (r. 1118–1143), com a imperatriz Irene Ducena em 1087: o noivado de Ana com Constantino foi desfeito e Constantino perdeu o status de herdeiro-aparente, enquanto que Maria foi forçada novamente a se retirar para um mosteiro. Os anos da influência dela na corte, porém, ficaram evidentes quando Constantino recebeu novamente o título de co-imperador, uma honraria mais elevada que a do irmão mais velho do imperador, Isaac Comneno, e Maria recebeu uma garantia a respeito de sua segurança pessoal. Maria também ficou encarregada da criação da jovem princesa Ana Comnena, de quem se tornou confidente e amiga.

## Vida depois do trono
Após ser deposta e o breve período no mosteiro, Maria viveu no Palácio de Mangana, onde ela organizou uma "corte alternativa" como mãe do co-imperador e madrasta-nomeada da filha mais velha do imperador. Apesar de oficialmente ser uma freira e vestir o hábito, esta transição fez pouca diferença para o estilo de vida de Maria e ela continuou com suas habitais atividades caridosas, incluindo doações para o mosteiro georgiano de Iviron em Monte Atos, e a construção de um convento chamado Capata em Jerusalém com a sua mãe, Borena de Alânia. Maria também era muito rica e era dona do Palácio de Mangana, além do Mosteiro de Hebdomo, onde foi sepultado Basílio II Bulgaróctono (r. 976–1025). Maria também patrocinava diversos escritores, incluindo Teofilacto de Ácrida, o futuro arcebispo da Bulgária, e um neo-platonista georgiano chamado João Petrici.

## Últimos anos
Após o filho de Maria, Constantino, ter morrido em 1096, ela finalmente se mudou para um mosteiro, supostamente numa área de forte influência georgiana como o nordeste da Anatólia. Ela continuou sendo uma referência em sua terra natal, o que resultou em um crescimento no número de casamentos entre as casas reais bizantina e georgiana, e fortaleceu os laços de amizade entre os dois países. Maria também foi uma influência para as mulheres comnenas, que se impressionavam com a habilidade política e as obras caridosas da imperatriz.